# Faro de la Isla de Mona
El Faro de la Isla de Mona es un faro histórico situado en la isla de Mona, Puerto Rico, en el Canal de la Mona entre Puerto Rico y la República Dominicana. Es el único faro construido de hierro y acero en Puerto Rico.
Mientras que algunas fuentes informaron de que la estructura fue diseñada por Gustave Eiffel, quien también diseñó la Torre Eiffel en París, los estudios recientes han demostrado que la torre fue diseñada en torno a 1885 por el ingeniero español Rafael Ravena. 
Es el primero de los dos faros construidos por el gobierno estadounidense en Puerto Rico. 
Se encendió por primera vez en 1900 y fue automatizado en 1973. En 1976, el faro fue desactivado y reemplazado por un faro moderno. La estructura se ha deteriorado gravemente desde la desactivación.